# École supérieure privée d'ingénierie et de technologie
L'École supérieure privée d'ingénierie et de technologie (arabe : المدرسة العليا الخاصة للهندسة و التكنولوجيا) ou ESPRIT est une école d'ingénieurs privée de Tunisie basée à l'Ariana et agréée par le ministère de l'Enseignement supérieur et de la Recherche scientifique (agrément no2003-03). ESPRIT a également une branche école de commerce, la ESPRIT Business School.
Depuis 2020, elle appartient au groupe Honoris United Universities.
En 2021, Entreprises Magazine classe ESPRIT comme la première école d'ingénieurs privée de Tunisie.

## Diplômes
ESPRIT offre plusieurs spécialités et parcours :
- cycle préparatoire aux études d'ingénieurs
- cycle d'ingénieur en génie informatique
- cycle d'ingénieur en génie des télécommunications
- cycle d'ingénieur en génie civil
- cycle d'ingénieur en génie électromécanique
- licences fondamentales en sciences de gestion et informatique de gestion

## Partenariats
L'école dispose de partenariats d'employabilité avec des entreprises (EY, Inetum) pour faciliter l'insertion de ses étudiants.